# Green Valley (dal i Antarktis)
Green Valley är en dal i Antarktis. Den ligger i Västantarktis. Inget land gör anspråk på området.